# Mobile Station Roaming Number
Mobile Station Roaming Number (MSRN) je telefonní číslo podle E.164 používané pro směrování telefonních volání v mobilní síti z GMSC (Gateway Mobile Switching Centre) do cílové MSC (viz Síťový spojovací subsystém). Můžeme jej definovat jako telefonní číslo dočasně přiřazené mobilnímu telefonu pro volání na tento mobilní telefon. MSRN se používá při každém volání na mobilní telefon, i když je volaný mobilní telefon u stejné MSC jako volající účastník. I když se to zdá zbytečné, protože návštěvnický registr  tvoří jeden celek s MSC, GSM specifikace uvádí, že MSC a VLR (návštěvnický registr) nemusí sídlit na stejném switchi. MSC a VLR jsou považovány za dva různé uzly, protože mají vlastní směrovací adresy. MSRN je jedním z parametrů odpovědi SRI_Response. Konkrétně se MSRN používá při MNP scénáři (v tomto případě může být modifikováno jako 'RgN + MSISDN').
MSRN je další dočasná adresa, která skrývá identitu účastníka. VLR generuje MSRN na žádost z MSC. MSRN obsahuje aktuální kód navštívené země (visitor country code, VCC), národní cílové číslo návštěvníka (visitor national destination code, VNDC) a identifikaci aktuálního MSC spolu s účastnickým číslem.
Kdyby všechny MSC fungovaly jako GMSC podle poslední technologie, jaké by byly stavy MSRN? Můžeme jej používat jenom pro testování směrování volání na určité MSC, jinak jej nepotřebujeme.